# Yuri (chanteuse)
Pour les articles homonymes, voir Canseco.
 (décembre 2022).
Si vous disposez d'ouvrages ou d'articles de référence ou si vous connaissez des sites web de qualité traitant du thème abordé ici, merci de compléter l'article en donnant les références utiles à sa vérifiabilité et en les liant à la section « Notes et références ».
Pour les articles homonymes, voir Yuri (homonymie).
Yuridia Valenzuela Canseco, alias Yuri, est une chanteuse, actrice et mannequin mexicaine, née le 6 janvier 1964 à Veracruz. Elle est très populaire dans le monde hispanophone, surtout connue pour ses débuts et sa révélation dans La maldita primavera.

## Biographie
Yuridia Valenzuela Canseco est née le 6 janvier 1964 à Veracruz. Elle est la fille du docteur Carlos Humberto Valenzuela et de Dulce Canseco. Elle avait deux frères, Carlos (décédé) et Yamily. Pendant son enfance et parallèlement à sa formation à l'école de son pays natal, Veriruz, Yuri a étudié la danse classique et a remporté, à 11 ans, une bourse au Ballet Bolchoï de Russie qui n'a pas été mis à profit parce que ses parents l'ont empêchée. [sept]En compensation, sa mère a décidé de la promouvoir en tant que chanteuse. Dulce a décidé de créer un concept musical appelé La Manzana Eléctrica. Yuri a suivi des cours de chant dans différents espaces et le groupe a fait ses débuts en 1976, se produisant dans divers lieux de Veracruz, où ils ont interprété des reprises d'artistes tels que Janis Joplin, Michael Jackson et Madonna, qui figurent parmi ses influences musicales. Elle est d'ailleurs surnommée « La Madonna mexicaine ». Compte tenu du succès local et du charisme et de la popularité de Yuri, le groupe a été renommé Yuri y La Manzana Eléctrica. C'est à ce stade que Yuri se lie d'amitié avec la célèbre chanteuse Celia Cruz, puisque Yuri et son groupe avaient l'habitude de jouer le rôle de groupe de soutien pour les représentations de Cruz à Veracruz. Lors d’une présentation du groupe, le directeur des arts et du répertoire et l’arrangeur Julio Jaramillo Arenas du label GAMMA ont découvert le potentiel de la chanteuse et proposé d’enregistrer son premier album. Sa mère a accepté la proposition et à partir de ce moment, elle est devenue son manager. Ils ont déménagé à Mexico , mais sans le soutien financier de la famille.
Julio Jaramillo a produit son premier album intitulé Tú Iluminas mi Vida , qui comprenait la version espagnole de You Light Up My Life , de la chanteuse américaine Debby Boone , son premier single national. Cependant, l'album n'a pas obtenu le succès souhaité. Cependant, Yuri donne l'occasion de jouer son premier travail d'acteur dans le film Milagro en el circo (1979), mettant en vedette le comédien mexicain Cepillín, et collabore au programme En familia con Chabelo sur le réseau Televisa .
En 1979, Yuri a participé au festival OTI , à l’éliminatoire mexicain, et a été disqualifié parce que le thème Siempre habrá un mañana était un prétendu plagiat de la chanson MacArthur Park de la chanteuse américaine Donna Summer . Cependant, le jury lui a décerné, à l'unanimité, le prix "Révélation féminine du festival", en plus d'être le plus jeune interprète à participer au festival.

## Discographie
| Année | Album                  |
| 1977  | Tú iluminas mi vida    |
| 1980  | Esperanzas             |
| 1981  | Llena de dulzura       |
| 1983  | Yuri: Sí, soy así      |
| 1984  | Karma Kamaleón         |
| 1985  | Yo te pido amor        |
| 1986  | Un corazón herido      |
| 1987  | Aire                   |
| 1988  | Isla del sol           |
| 1989  | Sui Generis            |
| 1990  | Soy libre              |
| 1992  | Obsesiones             |
| 1993  | Nueva era              |
| 1994  | Reencuentros           |
| 1995  | Espejos del alma       |
| 1996  | Más fuerte que la vida |
| 1998  | Huellas                |
| 2000  | Que tu fe nunca muera  |
| 2002  | Enamorada              |
| 2004  | Yuri                   |
| 2006  | Acompáñame             |
| 2007  | En concierto           |